# Sagenotortula quitoensis
Sagenotortula quitoensis är en bladmossart som beskrevs av Robert Zander 1989. Sagenotortula quitoensis ingår i släktet Sagenotortula och familjen Pottiaceae. Inga underarter finns listade i Catalogue of Life.